# Diffusion élastique
Pour les articles homonymes, voir Élasticité.
Une diffusion élastique (ou collision élastique) est une interaction, entre deux corps ou plus, au cours de laquelle l'énergie cinétique totale est conservée mais à la suite de laquelle les directions de propagation sont modifiées. Ce changement de direction, dû aux forces d'interaction, est ce qui constitue la diffusion. Ce type de diffusion est qualifié d'élastique par opposition aux collisions inélastiques au cours desquelles l'énergie cinétique n'est pas conservée. 
Elle peut être représentée par la collision de deux boules de billard (si on considère que la boule qui est frappée par la première n'absorbe pas d'énergie par échauffement et que les deux boules ne subissent aucune déformation plastique sous l'effet du choc).
Ce type de diffusion est souvent utilisé dans les accélérateurs de particules afin de sonder la structure des nucléons et des atomes.

## Principales diffusions élastiques
Les diffusions suivantes sont considérées comme élastiques :
- diffusion Rayleigh, diffusion de photons sur des particules, telles que des molécules ;
- diffusion Rutherford, diffusion de particules chargées par des atomes ;
- diffusion Thomson, diffusion de photons par des électrons